# Crkva sv. Mihaela u Miholcu
Crkva sv. Mihaela u Miholcu je gotička barokizirana crkva u Miholcu u općini Sveti Petar Orehovec kod Križevaca.
Crkva se prvi put spominje u 13. stoljeću u spisu kralja Bele IV. Bila je župna crkva od 1334. do 1501. godine. Današnja crkva sagrađena je krajem 15. i početkom 16. stoljeća. Crkva ima razna stilska obilježja od gotike i renesanse do baroka. Zvonik je iz prve polovice 16. stoljeća. Glavni barokni oltar prikazuje sv. Mihovila u pratnji arkanđela Rafaela i Uriela, a sa svake strane su kipovi sv. Petra i Pavla. Bočni oltari posvećeni su Bl. Djevici Mariji, sv. Josipu, Presvetom Trojstvu i sv. Križu. Orgulje su iz 1906. godine. U crkvi ima vrijednih liturgijskim predmeta poput pokaznice s kraja 16. stoljeća. Barokni župni dvor je iz 18. stoljeća.

## Orgulje
Josip Erhatić i sin izgradili su orgulje crkve 1906. godine. Glazbalo ima ovu dispoziciju:
| Manual C–f3 |            |    |
| 1.          | Principal  | 8′ |
| 2.          | Salicional | 8′ |
| 3.          | Gedeckt    | 8′ |
| 4.          | Octav      | 4′ |
| 5.          | Dolce      | 4′ |
| 6.          | Flauta     | 4′ |

| Pedal C–d1 |                        |
|            | nema vlastitih svirala |

Spojevi: man-ped (stalan). 

Kolektivi: Forte.

Trakture su mehaničke s kliznicama.  